# Sedarat
Sedarat is een bestuurslaag in het regentschap Ponorogo van de provincie Oost-Java, Indonesië. Sedarat telt 1982 inwoners (volkstelling 2010).